# Hungry Girl
Hungry Girl es un servicio gratuito de lista de correos sobre alimentación sana que se lanzó en mayo de 2004. Cerca de un millón de personas están suscritos a los correos electrónicos diarios de HG.
Hungry Girl es dirigido por Lisa Lillien, una ejecutiva de medios de comunicación, que también ha ocupado cargos en Nickelodeon y Warner Bros. Lillien está casada con el productor de televisión Dan Schneider, creador y escritor principal de programas de Nickelodeon, como Drake & Josh e iCarly, en los que Hungry Girl ha aparecido como producto usado por sus protagonistas. El actor de iCarly, Jerry Trainor, también aparece en la serie web de HG.
Además de los e-mails diarios, el contenido de Hungry Girl aparece regularmente en Yahoo, WeightWatchers.com, la revista Seventeen, People StyleWatch, el New York Daily News, la revista Redbook, y los programas de televisión Extra, The Rachael Ray Show y Good Morning America. El primer libro Hungry Girl fue publicado el 29 de abril de 2008, bajo el título de Recipes and Survival Strategies for Guilt-Free Eating in the Real World. El libro fue publicado y distribuido por St. Martin's Press y debutó en el segundo puesto en la lista de bestsellers del New York Times. Los siguientes dos libros Hungry Girl, 200 under 200 y Hungry Girl 1-2-3, debutaron en el primer puesto en la lista de bestsellers del New York Times. El programa de televisión Hungry Girl se estrenó en el Cooking Channel en enero de 2011 y fue producido por Schneider's Bakery, empresa de Dan Schneider.